# Christopher Bremus
Christopher Bremus (* 2. August 1976 in Speyer) ist ein deutscher Filmmusik-Komponist und Musiker.

## Leben
Bremus studierte Jazz- und Populärmusik mit Hauptfach Gitarre an der Hochschule für Musik in Mainz und Filmmusik/Sounddesign an der Filmakademie Baden-Württemberg.
Neben Kompositionen für Dokumentationen, Reportagen und Werbung, Fernseh-, Kino- und Kurzfilme arbeitete er auch als Remixer mit dem Projekt shadowproof für u. a. Xavier Naidoo, Söhne Mannheims und Yvonne Betz. 
Seit 2014 zeichnet er für die Filmmusik der von ZDF und ORF produzierten Fernsehreihe Die Toten vom Bodensee verantwortlich und komponierte auch den Titelsong Here Again.

## Filmmusiken
- 2005: Fabel (Regie: Andreas Perzl)
- 2006: Bang & Olufsen – Décadence (Regie: Ralf Noak und Tino Schwanemann)
- 2006: Europa-Filmquiz – Die EU und ihre Bürger (Regie: Janine Wolf)
- 2006: Jetzt sind sie richtig frei (Regie: Hagen Schönher)
- 2006: Monitor (Regie: Steffen Alberding)
- 2006: VW Golf Plus – Pausenbrot (Regie: Navid Abri)
- 2006: Werbefieber (Regie: Hanna Maria Heidrich)
- 2007: 15 Minuten Wahrheit (Regie: Nico Zingelmann)
- 2007: Alles Liebe (Regie: Joscha Douma)
- 2007: Controlled Flight into Terrain (Regie: Daniel Krause)
- 2007: Der Biobauer (Regie: Christian Mielmann)
- 2007: Kuppke (Regie: Steffen Alberding)
- 2007: Nike – Die Legende des Pheidippides (Regie: Navid Abri)
- 2007: Red Rabbit (Regie: Egmont Mayer)
- 2007: Volcom – The Kids Are Alright (Regie: Moritz Mohr)
- 2007: Zirkus is nich (Regie: Astrid Schult)
- 2008: Einer bleibt sitzen  (Regie: Tim Trageser)
- 2008: Werther (Regie: Uwe Janson)
- 2009: Armee der Stille – La Isla Bonita (Regie: Roland Lang)
- 2009: Der Mann aus der Pfalz (Regie: Thomas Schadt)
- 2009: Der Prinz (Regie: Petra Schröder)
- 2009: Feuerwehr Sachsen – Helden gesucht! Leben retten (Regie: Bettina Renner)
- 2009: Genug ist nicht genug (Regie: Thomas Stiller)
- 2009: Der innere Krieg (Regie: Astrid Schult)
- 2011: Kann denn Liebe Sünde sein? (Regie: Sophie Allet-Coche)
- 2011: Tatort: Mauerpark (Regie: Heiko Schier)
- 2012: Transpapa (Regie: Sarah-Judith Mettke)
- 2012: Blonder als die Polizei erlaubt (Regie: Sophie Allet-Coche)
- 2012: Baron Münchhausen (Zweiteiler) (Regie: Andreas Linke)
- 2013: Sauacker (Regie: Tobias Müller)
- 2013: Im Alleingang (Filmreihe, Teil 2 Elemente des Zweifels) (Regie: Jan Růžička)
- 2013: 300 Worte Deutsch (Regie: Züli Aladağ)
- 2013: Die goldene Gans (Fernsehfilm) (Regie: Carsten Fiebeler)
- 2013: Helmut Schmidt – Lebensfragen (Fernsehfilm) (Regie: Ben von Grafenstein)
- 2014: Vergiss mein Ich (Regie: Jan Schomburg)
- seit 2014: Josephine Klick – Allein unter Cops (Fernsehserie)
- 2014: Dating Daisy
- seit 2014: Die Toten vom Bodensee (Fernsehserie)
  - 2014: Die Toten vom Bodensee
  - 2015: Familiengeheimnis
  - 2017: Die Braut
  - 2017: Abgrundtief
  - 2018: Der Wiederkehrer
  - 2018: Die vierte Frau
  - 2019: Der Stumpengang
  - 2019: Die Meerjungfrau
  - 2020: Fluch aus der Tiefe
  - 2020: Der Blutritt
  - 2020: Der Wegspuk
  - 2021: Der Seelenkreis
  - 2022: Das zweite Gesicht
  - 2022: Unter Wölfen
  - 2023: Nemesis
  - 2023: Der Nachtalb
  - 2024: Atemlos
  - 2024: Die Messias
  - 2024: Nachtschatten
  - 2025: Die Medusa
  - 2025: Das Geisterschiff
- 2015: Der Metzger und der Tote im Haifischbecken
- 2016: Tatort – Der treue Roy (Fernsehfilm) (Regie: Nanni Erben)
- 2017: Kilimandscharo – Reise ins Leben
- seit 2018: Die Diplomatin (Fernsehserie)
  - 2018: Jagd durch Prag
  - 2019: Böses Spiel
  - 2020: Tödliches Alibi
  - 2021: Mord in St. Petersburg
  - 2023: Vermisst in Rom
- 2019: Gegen die Angst
- 2019: Verliebt auf Island
- 2020: Ein starkes Team: Abgetaucht
- 2021: All You Need (Fernsehserie)
- 2021: Die Jägerin – Nach eigenem Gesetz
- 2021: Mord in der Familie – Der Zauberwürfel
- 2022: Old People
- 2023: Polizeiruf 110: Nur Gespenster
- 2024: Polizeiruf 110: Diebe
- 2024: Im Netz der Gier